# گوان ویژن
گوان ویژن (انگلیسی: Guan Weizhen؛ زادهٔ ۳ ژوئن ۱۹۶۴) بدمینتون‌باز اهل چین است.